# Рутберг Юлія Іллівна
Рутберг Юлія Іллівна  (нар. 8 липня 1965, Москва, РРФСР, СРСР) — радянська і російська актриса театру і кіно. Лауреат російської театральної премії «Чайка» (1997). Заслужена артистка Російської Федерації (2001). Народна артистка Росії (2016).

## Біографія
Народилася 8 липня 1965 року в театральній родині. 
Бабуся й дідусь по материнській лінії (Олена Кудельська і Микола Суворов) танцювали в знаменитому ансамблі НКВС (театр «Острів танцю»). Батько — Ілля Рутберг (До кінця життя 30 жовтня 2014 року), — радянський і російський актор театру і кіно, заслужений діяч мистецтв Росії. Мати — Ірина Миколаївна Суворова, — по закінченні Гнесинського інституту викладала в музичній школі.
Навчалася в англійській спецшколі, з викладанням деяких предметів англійською мовою, а також — в музичній школі при Академії ім. Гнесіних. 
Мріяла вчитися в Щукінському училищі, але не витримала конкурс. Поступила в ГІТІС на естрадний факультет, де провчилася два роки на одні п'ятірки. Після декількох спроб все ж стала студенткою Вищого театрального училища ім. Б. В. Щукіна (майстерня А. Казанської) і закінчила його в 1988 році. У цьому ж році була прийнята в трупу Державного академічного театру ім. Є. Вахтангова, де служить до нинішнього часу.
Як запрошена актриса, зайнята в спектаклях інших театрів (Державний театр націй, Московський драматичний театр ім. К. С. Станіславського та ін.), а також в антрепризі. 
Яскрава характерна і комедійна актриса. 
У 2004 році створила Театральний Проект Юлії Рутберг, в рамках якого, разом з режисером Володимиром Івановим, поставила виставу-кабаре «Вся ця суєта» (автор і виконавець). 
У цьому театральному дійстві актриса читає вірші, розмовляє з аудиторією, розмірковує, виконує пісні, джазові речі і уривки зі світових мюзиклів.
У кіно дебютувала в 1989 році в невеликій ролі у музичному фільмі «Руанська діва на прізвисько Пампушка» (за мотивами творів Гі де Мопассана). Зіграла близько вісімдесяти ролей в кіно, телеспектаклях і серіалах (зокрема, «Захід» (1990, Двойра), «Похорон Сталіна» (1990, мати Додика), «Розлучимося — поки хороші» (1991, Аду),  «Макаров» (1993, Альона), «Смаглява леді сонетів» (1997, телеспектакль), «Чоловічий характер, або Танго над прірвою 2» (1999, Віра), «Імперія під ударом» (2000, Любов Азеф), «Чек» (2000, Марина), «Мамука» (2001), «Московські вікна» (2001, Емма), «Сімейні таємниці» (2001, Ольга Сергіївна), «Смак вбивства» (2003, Ксенія), «Найкраще місто Землі» (2003, Емма Костянтинівна), «Прощавайте, докторе Фрейд!» (2004, Ірина Євгеніївна Паленіна), «Не народися вродливою» (2005—2006, Крістіна Воропаєва), «Іван Подушкін. Джентльмен розшуку» (2006—2007, Ніколетта), «Жіноча дружба» (2007, Анна), «Анна Герман. Таємниця білого янгола» (2012, Анна Ахматова) та ін.).
Грала в українських фільмах: «Сезон оголеного серця» (1992), «Їсти подано!» (2005, Юлія), «Осінні квіти» (2009, Коко Шанель).
Працює на радіо і телебаченні (зокрема, на каналі «Культура»), а також на озвучуванні документальних, публіцистичних і анімаційних фільмів.

## Громадянська позиція
Фігурант бази даних центру «Миротворець» як особа, яка незаконно відвідувала окупований Росією Крим, свідомо порушуючи державний кордон України.

## Вибрана фільмографія

### Кіно
| Рік  | Фільм          | Оригінальна назва  | Роль |
| ---- | -------------- | ------------------ | ---- |
| 2006 | Бідна крихітка | рос. Бедная крошка |      |

### Телебачення
| Рік початку участі | Рік закінчення участі | Серіал                              | Оригінальна назва                     | Роль               | Кількість серій |
| ------------------ | --------------------- | ----------------------------------- | ------------------------------------- | ------------------ | --------------- |
| 2005               | 2006                  | Не народися вродливою               | рос. Не родись красивой               | Крістіна Воропаєва |                 |
| 2012               |                       | Анна Герман. Таємниця білого янгола | рос. Анна Герман. Тайна белого ангела | Анна Ахматова      |                 |

## Визнання і нагороди
- 1997: Театральна премія «Чайка» в номінації «Деякі люблять гарячіше» (найкраща любовна сцена) за роль у виставі Московського драматичного театру ім. К. С. Станіславського «Хлєстаков» (разом з актором Максимом Сухановим)
- 2001: Заслужена артистка Російської Федерації
- 2005: Лауреат премії «Обличчя року» (вистава-кабаре «Вся ця суєта»)
- 2006: Нагороджена Міжнародним Благодійним Фондом «Меценати сторіччя» Орденом «Слава нації» за значний внесок у галузі мистецтва
- 2007: Нагороджена Світовим Благодійним Альянсом «Миротворець» (Міжнародний комітет громадських нагород та Благодійний Фонд «Діти і молодь проти тероризму і екстремізму») Медаллю «Миротворець» За внесок у справу миру
- 2016: Народна артистка Росії